# جسر الفيدار
يقع جسر الفيدار على الطريق السريع الذي يربط بيروت بالشمال اللبناني.

## موقعه
يقع الجسر في بلدة فيدار في قضاء جبيل، ويعد ثاني أعلى جسر في لبنان بعد جسر المديرج.

## مواصفاته
يمتد الجسر حوالي 150 متراً طولاً، 25 متراً ارتفاعاً، و30 متراً عرضاً (15 متراً لكل اتجاه) مع ثلاثة خطوط سير ورصيف على الجهتين.

## قصف الجسر
مع أن الجسر بعيد عن منطقة المعارك، تعرّض للقصف من قبل سلاح الجو الإسرائيلي، في حرب لبنان 2006. وقد قام بنك بيبلوس بإعادة بنائه على نفقته الخاصة.